# Dirección General de Capitanías y Guardacostas
La Dirección General de Capitanías y Guardacostas es la autoridad marítima y Guardia Costera del Perú, la misma que desempeña la labor de control y la vigilancia en los medios marítimo, fluvial y lacustre, así como las tareas de búsqueda y rescate. Es un órgano de línea de la Marina de Guerra del Perú, y de acuerdo a ley está facultada para ejercer la policía marítima, fluvial y lacustre con el fin de aplicar y hacer cumplir la normativa nacional e instrumentos internacionales de los que el Perú es parte, para velar por la protección y seguridad de la vida humana en el medio acuático, la protección del medio ambiente acuático y sus recursos, así como reprimir las actividades ilícitas en el ámbito de su jurisdicción.

## Historia
El ejercicio de la Autoridad Marítima se remonta a principios del siglo XVII, habiendo sido siempre realizado por marinos. A finales del siglo XVII y durante la república se establecieron varias capitanías de puerto ante la imperiosa necesidad de evitar las constantes pérdidas de embarcaciones, vidas humanas, cargamentos valiosos y con la finalidad de mantener el orden en los puertos. La primera que se creó fue la Capitanía de Puerto del Callao, mediante Real Orden del 1 de noviembre de 1791, designándose como primer capitán de puerto al Capitán de Fragata Agustín de Mendoza y Arguedas.
Posteriormente, durante la república y a mediados del siglo XIX se había organizado un sistema de inspección de capitanías que dio paso a la Sección y luego a la Dirección de Capitanías. Por Decreto Supremo de fecha 5 de agosto de 1919 se creó la Dirección General de Capitanías y Guardacostas. La Ley Orgánica N.º  13508 (ley secreta) establecía asimismo que el Ministerio de Marina tenía la potestad y responsabilidad de fiscalizar el tráfico acuático, ejerciendo jurisdicción sobre las aguas de la costa, los puertos y las actividades marítimas, fluviales y lacustres. Así lo señala el posterior Decreto Ley N.º 17824 del 23 de septiembre de 1969 que creó el Cuerpo de Capitanías y Guardacostas. Por Resolución Ministerial N.º 0701 del 25 de mayo de 1973 se declaró Día del Guardacostas. El 7 de junio de 1996 se promulgó la Ley 26620, Ley de Control y Vigilancia de las Actividades Marítimas, Fluviales y Lacustres. Por Resolución de la Comandancia General de la Marina N.º 360-99 del 5 de abril de 1999 se estableció que el 5 de agosto de cada año se conmemore el Día de la Autoridad Marítima del Perú. Por Resolución de la Comandancia General de la Marina de fecha 21 de octubre de 1999 se creó la Escuela de Calificación por Actividad Capitanías y Guardacostas.

## Misión

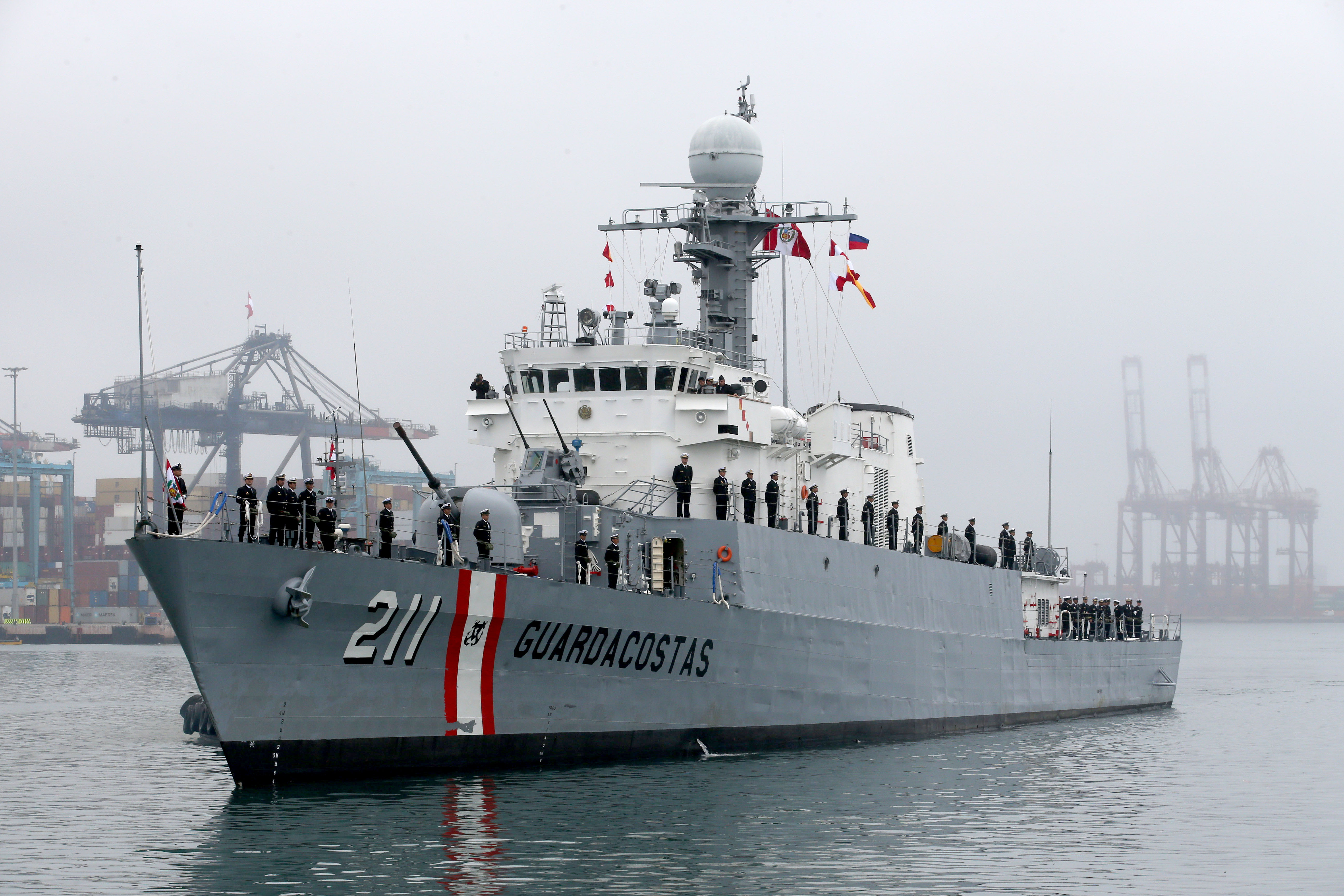
Patrullera Marítima BAP Ferré en 2016

La Dirección General de Capitanías y Guardacostas cumple el rol de vigilancia y control, búsqueda y rescate (SAR), protección del medio ambiente y recursos naturales, así como de reprimir todas las actividades ilícitas en el ámbito acuático peruano( mar, ríos y lagos) conocido como el dominio marítimo del Perú. De acuerdo con el Decreto Legislativo N.º 1147 - Decreto Legislativo que regula el fortalecimiento de las Fuerzas Armadas en las competencias de la Autoridad Marítima Nacional - Dirección General de Capitanías y Guardacostas, sus principales funciones son las siguientes:
- Velar por la seguridad y protección de la vida humana en el medio acuático, de acuerdo con la normativa nacional aplicable y los instrumentos internacionales de los que el Perú es parte.
- Reprimir las actividades ilícitas en el medio acuático, ejerciendo la Policía Marítima, Fluvial y Lacustre, de acuerdo con la normativa nacional e instrumentos internacionales de los que el Perú es parte.
- Ejercer el ruteo, el control y la vigilancia del tráfico de las naves, embarcaciones, artefactos navales e instalaciones acuáticas propulsadas y remolques en general en el medio acuático, incluyendo el canal de acceso y las áreas de fondeo en los puertos.
- Disponer la suspensión temporal, en forma total o parcial, de las actividades en el medio acuático por razones de riesgo para la vida humana y el medio ambiente acuático, incluyendo la apertura y cierre de puertos para instalaciones portuarias.
- Prevenir y combatir la contaminación, y la protección del medio ambiente acuático, evaluando y aprobando los instrumentos de gestión ambiental en el ámbito de su competencia, de acuerdo con lo regulado en la normativa ambiental nacional.

## Jurisdicción
El ámbito geográfico en el cual la Dirección de Capitanías y Guardacostas ejerce jurisdicción comprende:
- El medio acuático comprendido por el dominio marítimo y las aguas interiores, así como los ríos y los lagos navegables, y las zonas insulares, incluidas las islas ubicadas en el medio acuático del Perú.
- Los terrenos ribereños hasta los cincuenta (50) metros medidos a partir de la línea de más alta marea del mar y las riberas hasta la línea de más alta crecida ordinaria en las márgenes de los ríos y lagos navegables.
- Las naves y embarcaciones que se encuentren en aguas jurisdiccionales peruanas y las de bandera nacional que se encuentren en alta mar o en aguas jurisdiccionales de otros países, de acuerdo con los tratados de los que el Perú es parte y otras normas de derecho internacional sobre la materia aplicables al Estado peruano.
- Los artefactos navales e instalaciones acuáticas en el medio acuático.
- Las personas naturales y jurídicas, cuyas actividades se desarrollen o tengan alcance en el medio acuático, sin perjuicio de las atribuciones de los sectores y organismos autónomos competentes.

## Unidades

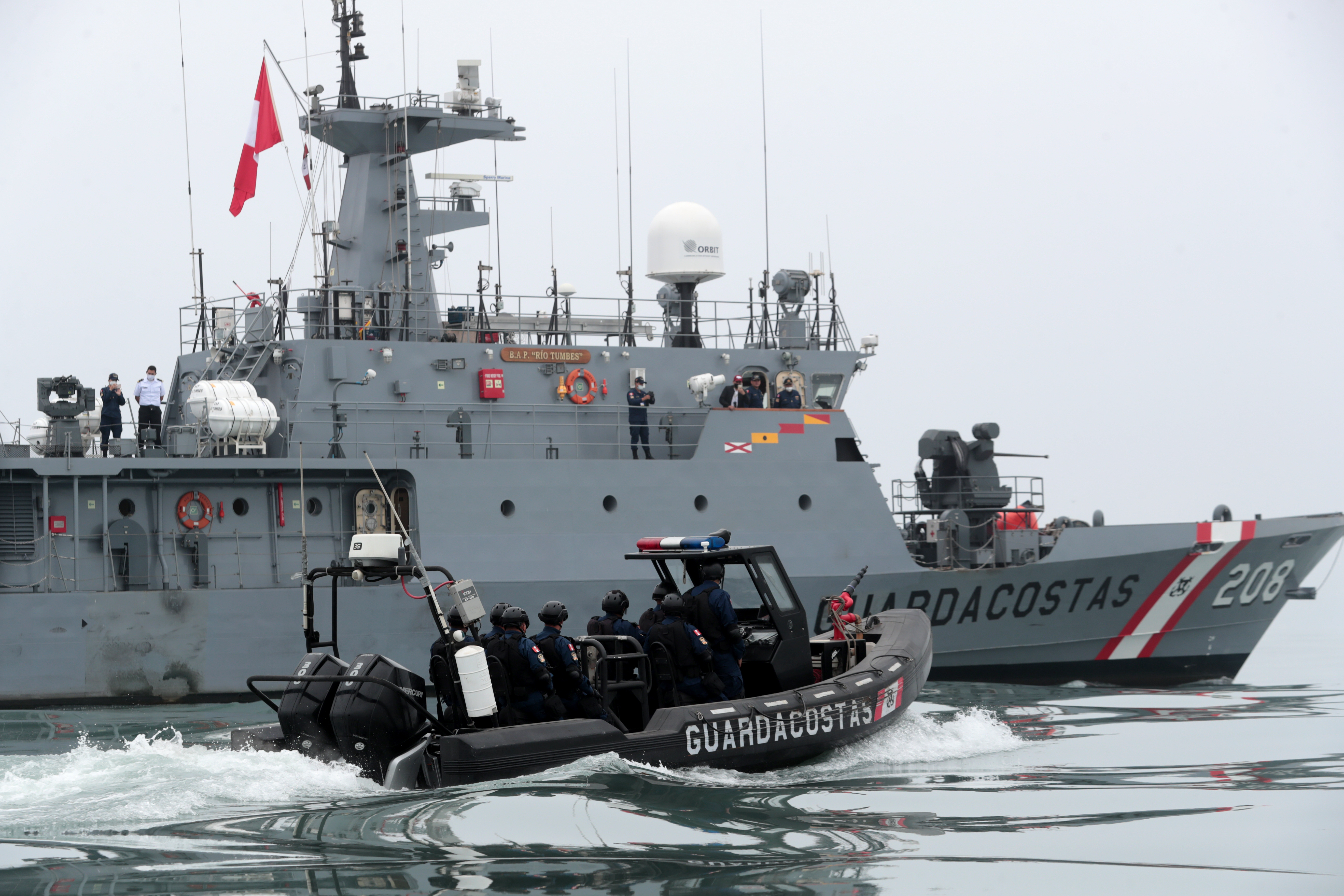
Unidades de la guardia costera del Perú

### Patrulleras marítimas y de costa
- BAP Rio Pativilca (PM-204) - Clase Río Pativilca
- BAP Rio Cañete (PM-205)
- BAP Río Piura (PM-206)
- BAP Río Quilca  (PM-207)
- BAP Rio Tumbes  (PM-208)
- BAP Rio Locumba  (PM-209)
- BAP Guardiamarina San Martín (PO-201) (Fragata antes BAP Carvajal FM-51)[3]
- BAP Río Chira (PM-223) - clase Río Sama (antes PGM-111 Clase PGM-71)[4]
- BAP Río Nepeña (PM-243) - Clase Río Cañete (tipo Lurssen)
- BAP Río Tambo (PM-244) - Clase Río Cañete
- BAP Río Ocoña (PM-245) - Clase Río Cañete
- BAP Río Huarmey (PM-246) - Clase Río Cañete
- BAP Río Zaña (PM-247) - Clase Río Cañete
- Patrulleras de costa (motor modelo CAT-C7) reemplazan a clase Río Cañete: Parachique (PC-213), San Andrés (PC-214), Atico (PC-239), Malabrigo (PC-240), Catarindo (PC- 241), Punta Pariñas (PC-242), Casma (PC-248) y Tortugas (PC-249).[5]
- Patrulleras de costa clase Chicama (tipo Sea Ark - motor modelo 3208): Chicama (PC-216), Huanchaco (PC-217), Chorrillos (PC-218), Chancay (PC-219), Camaná (PC-220) y Chala (PC-221).
- Patrulleras de costa clase Zorritos (tipo PGPC-50 - motor modelo 3126B): Cancas (PC-222), Punta Arenas (PC-224), Santa Rosa (PC-225), Pacasmayo (PC-226), Barranca (PC-227), Coishco (PC-228), Independencia (PC-229), San Nicolás (PC-230), Matarani (PC-234) y Sama (PC-238).
- Patrulleras de costa clase Río Majes: Río Santa (PC-232) y Río Majes (PC-233)
- Patrulleras de costa clase Río Virú: Río Virú (PC-235) y Río Lurín (PC-236)
- 6 Patrulleras de costa de la Clase MGP-2000 - recibidas en 2013, desplazamiento de 5 toneladas
- 2 Lanchas de Servicio de Práctico (LSP) clase Mantilla: Grumete Mantilla (LSP-180) y Grumete Aguilar (LSP-181) – desplazamiento de 5 toneladas, recibidas en 2013
- 13 lanchas rápidas incursoras (Punta Malpelo, Punta Sal, etc.)
- Deslizadores de bahía clase La Cruz: La Cruz (DCB-350), Cabo Blanco (DCB-351), Colán (DCB-352), Samanco (DCB-353), Besique (DCB-354), Salinas (DCB-355), Ancón (DCB-356), Paracas (DCB-357).
- Deslizadores de bahía clase Máncora: Máncora (DCB-212), Huara (DCB-213), Guilca (DCB-214).
- Deslizadores de bahía: La Punta (DCB-358) y Yacila (DCM-365).

### Patrulleras fluviales
- Patrulleras fluviales clase Río Contamana: Contamana (PF-250), PF-251, Atalaya (PF-252), Zorritos (PF-253).
- Patrulleras fluviales clase Río Tambopata: Poyeni (PF-254), Aguaytia (PF-255), Puerto Inca (PF-256), San Alejandro (PF-257).
- Patrulleras fluviales clase Río Huallaga: Río Huallaga (PF-260), Río Santiago (PF-261), Río Putumayo (PF-262) y Río Nanay (PF-263).
- Patrulleras fluviales clase Río Napo: Río Napo (PF-264), Río Yavari (PF-265), Río Matador (PF-266) y Río Pachitea (PF-267).
- Patrulleras fluviales clase Río Itaya: Río Itaya (PF-270), Río Patayacu (PF-271), Río Zapote (PF-272) y Río Chambira (PF-273).
- Patrulleras fluviales clase nueva Río Itaya: Río Itaya (recibida en 2013, transporta hasta 18 efectivos)[6]
- 3 Lanchas de interdicción fluvial River Patrol 24, recibidas en 2013.[7]
- 42 Lanchas de interdicción ribereña LIR (Lancha de intervención rápida).
- 2 Unidades de interdicción ribereña (UIR) - (12 efectivos en c/u).

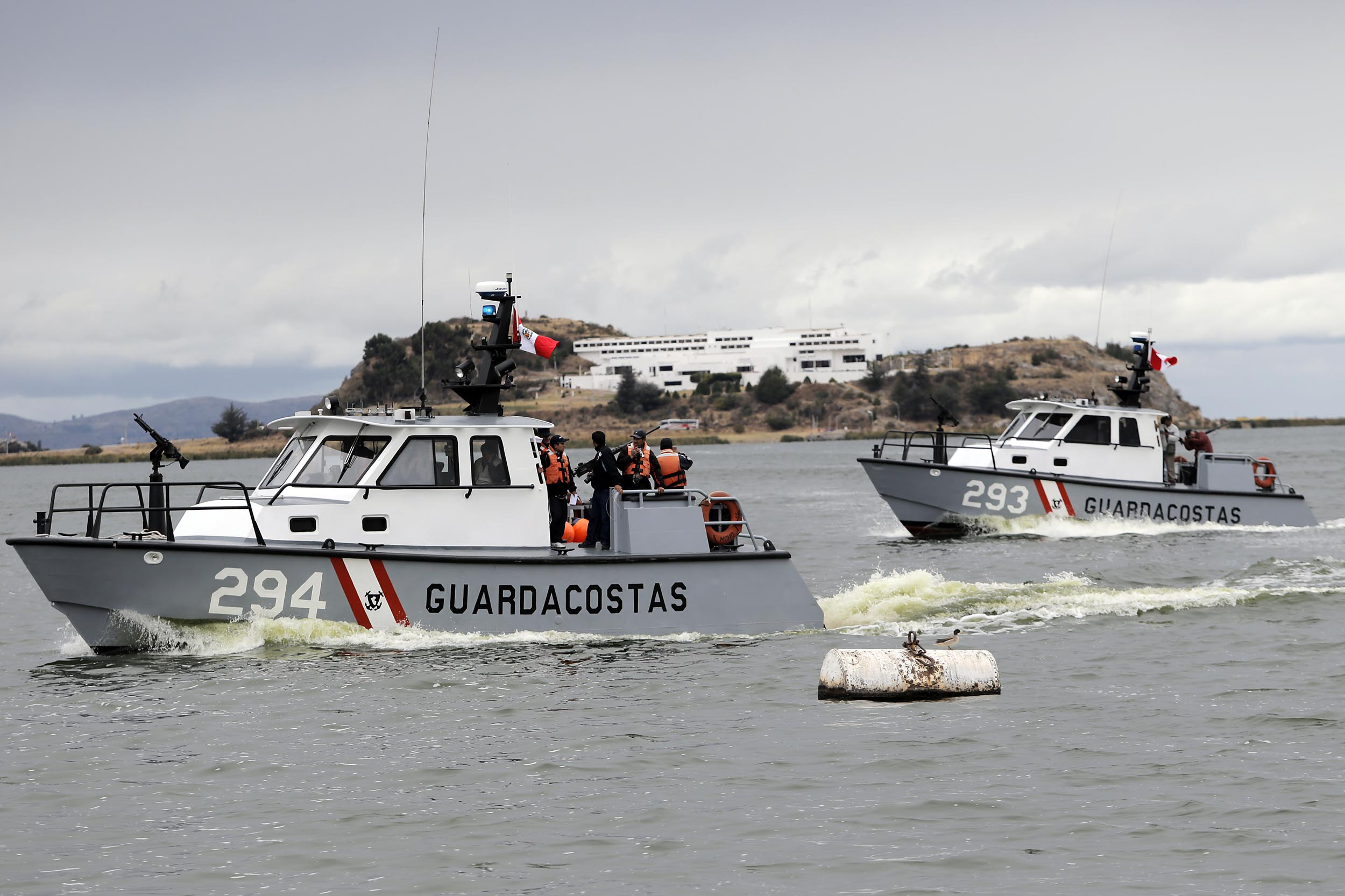
Patrulleras lacustres en Lago Titicaca.

### Patrulleras lacustres
- Patrulleras lacustres clase P-33: Río Ramis (PL-290), Río Ilave (PL-291).
- Patrulleras lacustres modelo 3126B: Juli (PL-293) y Moho (PL-294).
- Patrulleras lacustres: San Nicolás (PL-225) y Santa Rosa (PL-230) - recibidas en 2013.[8]
- putumayo 1